# المزواج (مسلسل)
المزواج، مسلسل كويتي كوميدي. من إخراج المصرية شيرويت عادل وتاليف محمد الصيرفي.

## الفنانين المشاركين
- محمد الصيرفي.
- فرحان العلي.
- ياسه.
- فاطمة عبد الرحيم.
- هيا الشعيبي.
- سلمى سالم.
- هبة الدري.
- أمل عباس.
- هند البلوشي.
- شيماء علي.
- بدرية أحمد.
- نادية العاصي.
- عبير الخضر.
- هبة هاشم.